# Gia Định, Thượng Hải
Gia Định (tiếng Trung: 嘉定区, Hán Việt: Gia Định khu) là một quận của thành phố trực thuộc trung ương Thượng Hải, Cộng hòa Nhân dân Trung Hoa. Đây là một quận ven nội của Thượng Hải. Quận này có diện tích 415,27 km2, dân số năm theo điều tra dân số năm 2000 là 1.228.000 người.